# Кезен
Кезе́н (каз. Кезең) — село у складі Жанааркинського району Улитауської області Казахстану. Входить до складу Єралієвського сільського округу.
Населення — 13 осіб (2021; 122 у 2009, 221 у 1999,  у 1989).